# タッタ
「タッタ」は、ゆずの配信限定シングル。2017年3月11日にセーニャ・アンド・カンパニーから配信された。

## 概要
デビュー20周年第1弾楽曲として、「見上げてごらん夜の星を〜ぼくらのうた〜」以来の8ヶ月ぶりのシングルであり、完全オリジナルの楽曲の発表は13thアルバム『TOWA』以来となる。
フジテレビ系バラエティ番組『めちゃ2イケてるッ!』2017年テーマソングとして番組内でオンエアされているアップテンポナンバーで、ナインティナイン・岡村隆史がゆずの地元である神奈川県横浜市磯子区岡村で同番組のロケをしたときに偶然出会ったことがきっかけとなり、2016年11月に行われたゆずの弾き語り東京ドーム公演「ゆずのみ」で岡村らめちゃイケメンバーがステージに乱入して番組テーマソングのオファーを直談判したことで製作された。2017年1月7日の同番組のオンエアでゆずとめちゃイケメンバー、さらにSMAP解散直後の中居正広も踊りに参加して初披露された。
初披露後、世界的ダンサー、ケント・モリが振り付けた“タッタダンス”も公開され、楽曲とともにSNSを中心に話題を呼び、以後、めちゃイケのエンディングにて、出演した共演者がタッタダンスを踊るのが恒例になっている。同年8月2日放送の同局の音楽番組『2017 FNSうたの夏まつり 〜アニバーサリーSP〜』では乃木坂46と、12月6日の『2017 FNS歌謡祭 第1夜』では「めちゃイケ」にも出演した三浦大知と、このタッタダンスでコラボした。
MVには同時小学生だったENHYPENのNI-KIが参加している。NI-KIは2022年4月8日放送『中居正広の金曜日のスマイルたちへ』のゆずの特集にVTR出演し、タッタのMV出演をきっかけにアーティストになって自分のMVを出したいと思ったことを明かしている。
リリースから3ヶ月後、『「謳おう」EP』に収録されて初CD化となり、約1年後にはアルバム『BIG YELL』にアルバムバージョンが収録された。

## 収録曲
1. タッタ
  - 作詞 : 北川悠仁 / 作曲 : 北川悠仁・JIN / Produced by ゆず & 稲葉貢一 / 編曲 : ゆず

『めちゃ×2イケてるッ!』（フジテレビ系）2017年テーマソング。
アコースティックギターのサウンドとリズムを刻むタンバリンを軸に構成された、ゆずにとって2003年発売の19thシングル「歩行者優先/濃」以来約14年ぶりとなる弾き語りシングルで、遊び心あふれながらも万人の背中を押す優しくも力強い歌詞となっている[3]。

## カバー
- 木村夏樹（安野希世乃）、多田李衣菜（青木瑠璃子） - ゲーム『アイドルマスター シンデレラガールズ スターライトステージ』収録曲として2019年7月13日に追加[4]。ゲーム中のMVでは“タッタダンス”も再現されている[5]。翌年2020年3月18日発売のシングル「THE IDOLM@STER CINDERELLA GIRLS STARLIGHT MASTER 37 Needle Light」に収録された。